# RWD-13
RWD-13 byl polský turistický a sportovní letoun postavený týmem RWD a vyráběný ve velkých sériích v továrně DWL (Doświadczalne Warsztaty Lotnicze) před druhou světovou válkou. První letoun byl vyroben v roce 1935 na objednávku polovojenské organice LOPP. Byl to třímístný hornoplošný jednoplošník.

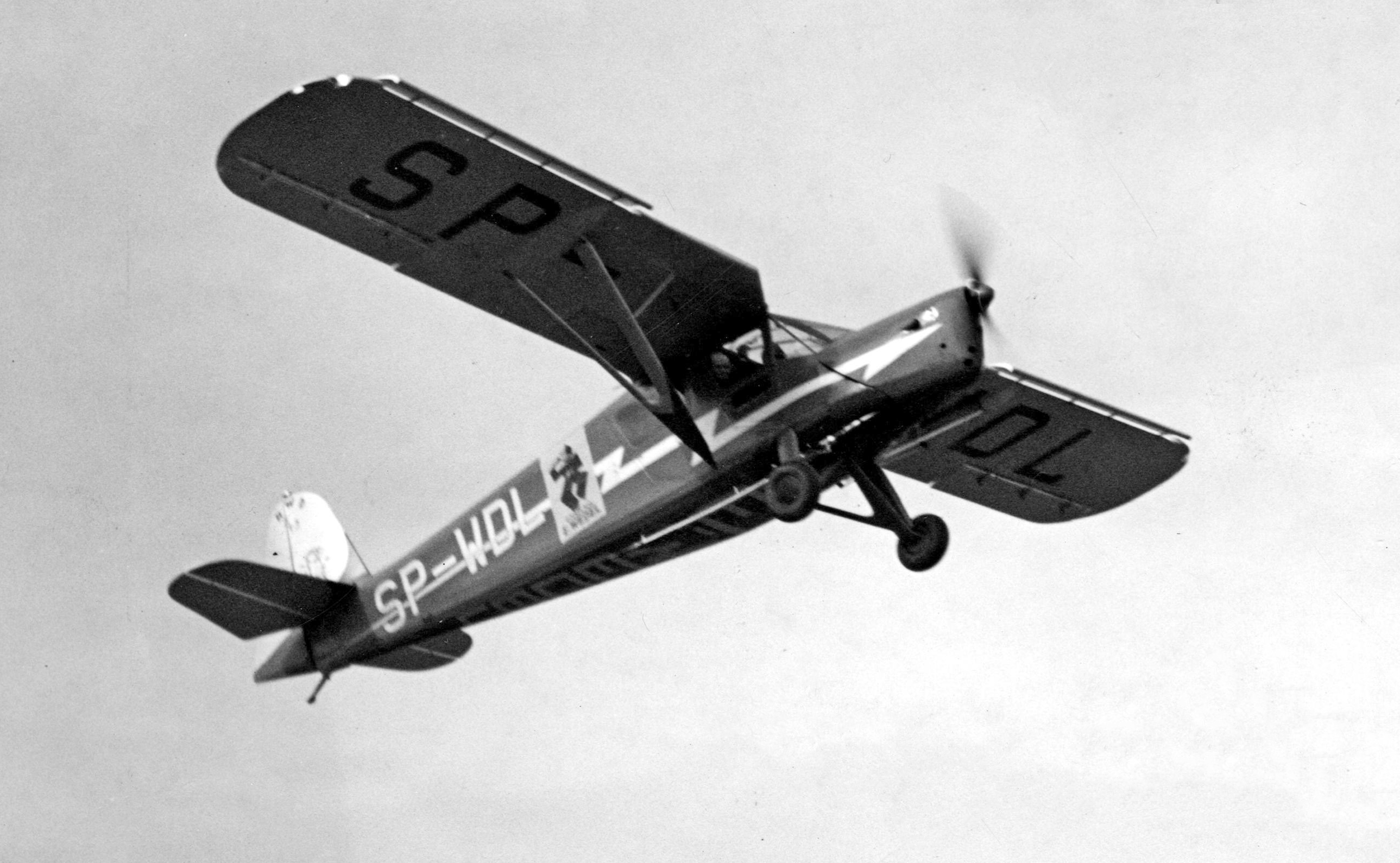
RWD-13 (SP-WDL)

## Vznik a vývoj
Letoun RWD-13 byl vyvíjen jako turistické(de facto sportovní) letadlo na podzim 1934 v továrně DWL ve Varšavě, nedaleko letiště Okęcie. RWD-13 navazoval na předchozí konstrukce RWD tj. na RWD-6 (vítěz mezinárodní turistické soutěže Challenge 1932 pilotovaný Franciszkem Żwirkou a Stanisławem Wiggurou) a RWD-9 (vítěz soutěže Challenge 1934 pilotovaný kpt. Jerzym Bajanem s mechanikem Gustawem Pokrzywkou). Hlavními konstruktéry byli Stanisław Rogalski a Jerzy Drzewiecki, výpočty provedl Leszek Dulęba. Na rozdíl od svých předchůdců mělo být toto letadlo více užitkovým, víceúčelovým strojem, nikoli pouze sportovním. Ve srovnání s RWD-9 měl letoun jiný motor, invertní čtyřválcový řadový motor dvojnásobného výkonu a menší rozpětí křídel. Přesto si zachoval přednosti jako byly krátký vzlet a přistání (STOL), poměrně vysoká rychlost (díky výkonu motoru) a snadnost řízení a stabilita. Prototyp (imatrikulace SP-AOA) byl zalétnut Kazimierzem Chorzewskim 15. ledna 1935. Po provedení drobných změn na struktuře draku byla v květnu 1935 zahájena výroba.
Letoun RWD-13 byl představen světové veřejnosti na stánku Svazu polského leteckého průmyslu při Mezinárodní letecké výstavě ILIS ve Stockholmu, která se uskutečnila v květnu 1936.
Letadlo se ukázalo jako velmi úspěšná konstrukce, která umožnila RWD/DWL dosáhnout komerčního úspěchu i v zahraničí. Letadla RWD-13 létala mimo Polska v civilním letectví dalších 10 států na 4 kontinentech (Evropa, Asie, severní a jižní Amerika), celkem bylo exportováno kolem 20 strojů. V roce 1937 byla vyvinuta ing. Bronisławem Żurakowskim sanitní verze RWD-13S. Na pravé straně trupu byly umístěny velké dveře pro nosítka, v kabině byly podpěry pro připevnění nosítek a změnilo se uspořádání sedadel. Letoun byl zalétán kolem 30. dubna 1937. Letoun RWD-13S byl mj. úspěšně vystaven na Mezinárodní letecké výstavě v Bělehradě, kterou uspořádal Královský jugoslávský aeroklub. Následně v roce 1937 byla vyvinuta i turisticko-sanitní verze RWD-13TS, vybavená 3 sedačkami a dveřmi pro nosítka. Po vyjmutí pravého sedadla bylo možné vložit nosítka.
Do roku 1939 bylo postaveno přibližně 85 letadel v turistické verzi, dalších 15 ve verzích 13S (sanitní) a 13TS (turisticko-sanitní). Letoun byl vyráběn i v licenci srbskou společností Prva srpska fabrika aeroplana Živojin Rogožarski AD z Bělehradu. Bylo tam vyrobeno 6 letounů.
Několik letadel přežilo válku a některá z nich se vrátila do Polska. V Polsku se dochoval pouze jediný exemplář. Letoun s imatrikulací SP-BNU je součástí sbírek Polského muzea letectví v Krakově. Další stroj je v muzeu Museu TAM (São Carlos) poblíž São Paula v Brazílii.

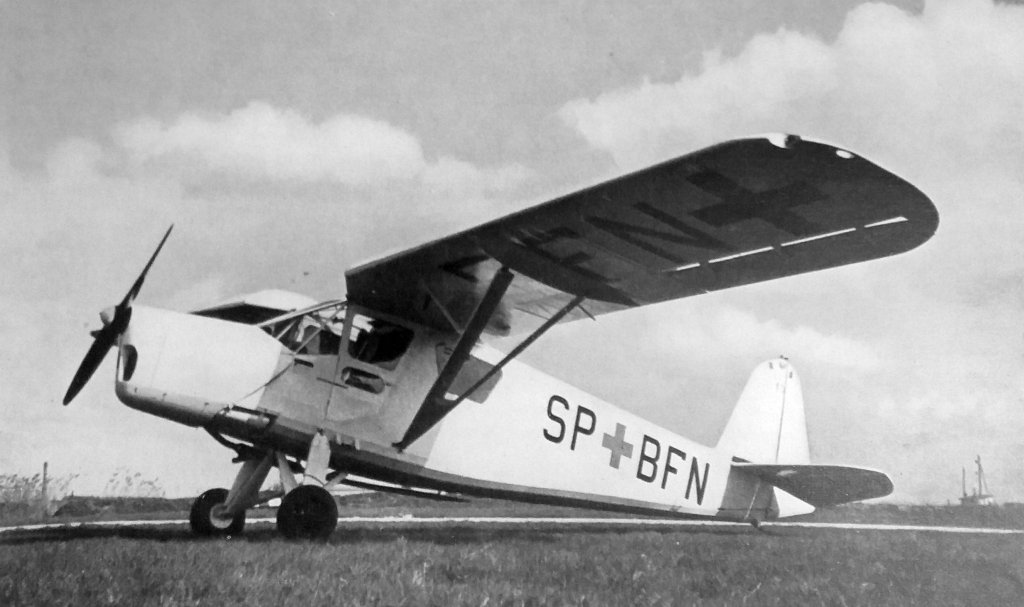
RWD-13 S (SP-BFN)

## Popis letounu
Jednomotorový vyztužený třímístný hornoplošník byl smíšené konstrukce ocel-dřevo. Trup byl svařen z ocelových trubek potažených plátnem a vpředu hliníkovým plechem. Trupový příhradový nosník aerodynamického tvaru byl složen z výztuh a překližkových rámů. Jednoduchá dvoudílná, dřevěná křídla klasické kompozice s dvojitým nosníkem a s pravoúhlým obrysem byla pokryta překližkou (v přední části) a plátnem. Použitím slotů Handley Page na náběžné hraně křídla bylo docíleno vyšší stability, jakož i ovladatelnosti i při velkém úhlu náběhu a byla znatelně snížena přistávací rychlost. Balanční křidélka štěrbinového typu byla dynamicky vyvážená. Pro snazší "hangárování" byla křídla sklopná podél trupu. Profil křídla dle IAW-192 (PZL-DJ3). Dvě ploché palivové nádrže umístěné u křídel obsahovaly celkem 140 litrů benzínu.
Prostorná kabina základní verze RWD-13 byla pro tři osoby: dvě přední sedadla se zdvojeným řízením pro piloty, jedno místo vzadu pro cestujícího a za ním bylo místo pro zavazadla. Z kabiny byl dobrý výhled vpřed, nahoru, vlevo i vpravo díky velkým oknům a průhledu na horní ploše kabiny. Do kabiny byl snadný přístup širokými dveřmi na každé straně. Kabina měla regulovatelné větrání i topení. Společná přístrojová deska pilotů byla umístěna přímo před předními sedadly a obsahovala otáčkoměr, rychloměr, výškoměr, 2 kompasy, olejový manometr, sklonoměr, 2 měřiče množství benzinu v nádrži atd.
Kapotovaný podvozek bez průběžné osy, o velkém rozchodu kol, byl odpérován olejo-pneumatickými tlumiči. Kola byla opatřena balonovými pneumatikami Dunlop a brzdami Bendix, které byly ovládány pedály na nožní páce u pilota. Tato konfigurace umožňovala i bezpečné „tvrdší“ přistání. Vzadu byl vybaven klasickou ostruhou.
Téměř výhradně byl k pohonu použit motor Walter Major 4 (licenční PZInż Major 4), kterých bylo od roku 1935 vyrobeno především v továrně Państwowe Zakłady Inżynieryjne kolem stovky. Dalším výrobcem (od roku 1939) byla továrna v Řešově (WS-2 Rzeszów). Na několika letounech se objevily i motory de Havilland Gipsy Major I nebo Cirrus Hermes IV.
Většina polských RWD-13 byla natřena červenou barvou se stříbrným bleskem namalovaným na trupu a "stříbrnými" křídly. Sanitní verze RWD 13S byly natřeny barvou slonoviny se znakem Červeného kříže, zatímco turisticko-sanitní verze RWD 13TS byly natřeny slonovinou s červeným bleskem na trupu.

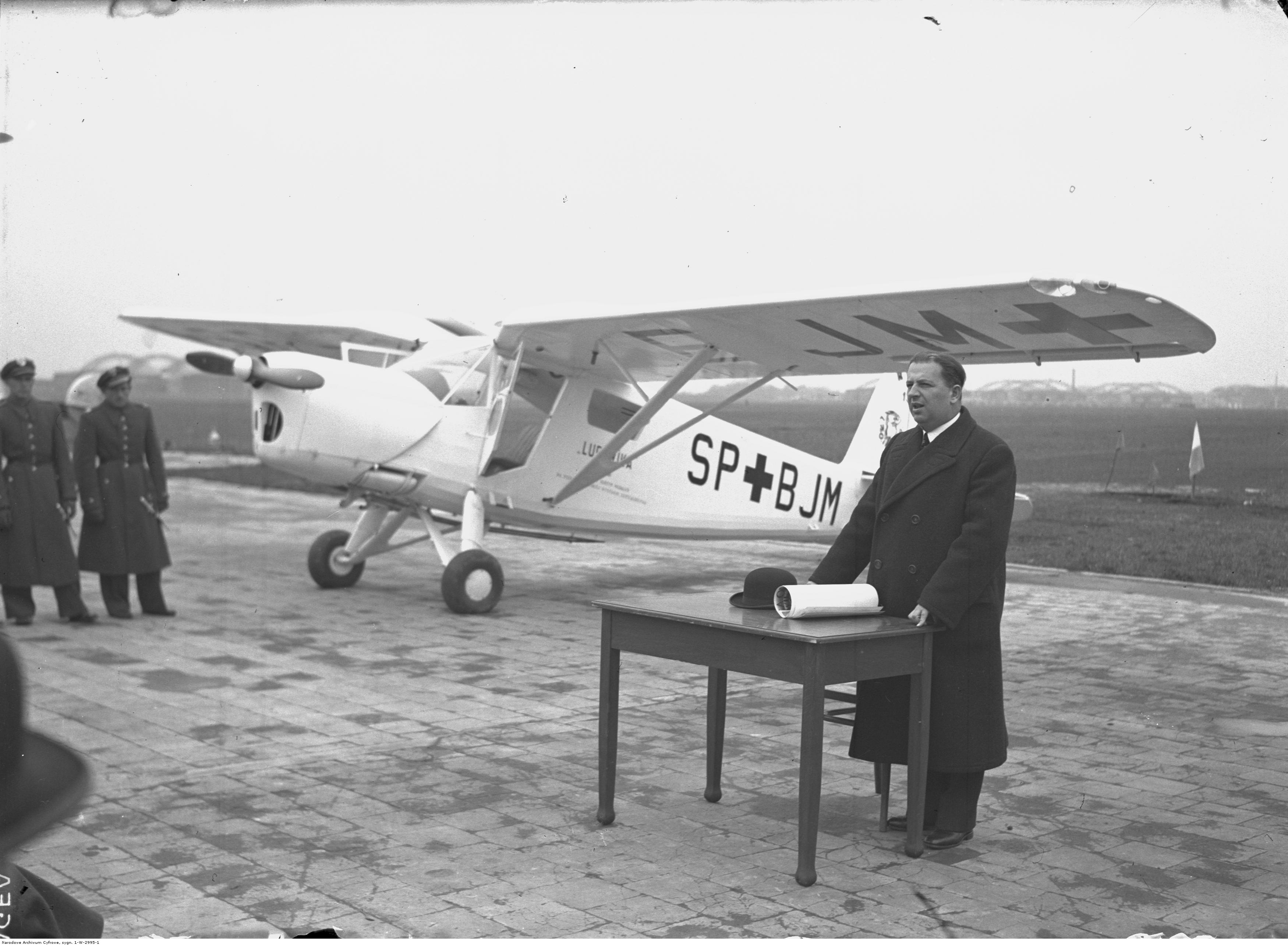
RWD-13 ST (SP-BJM)

## Použití

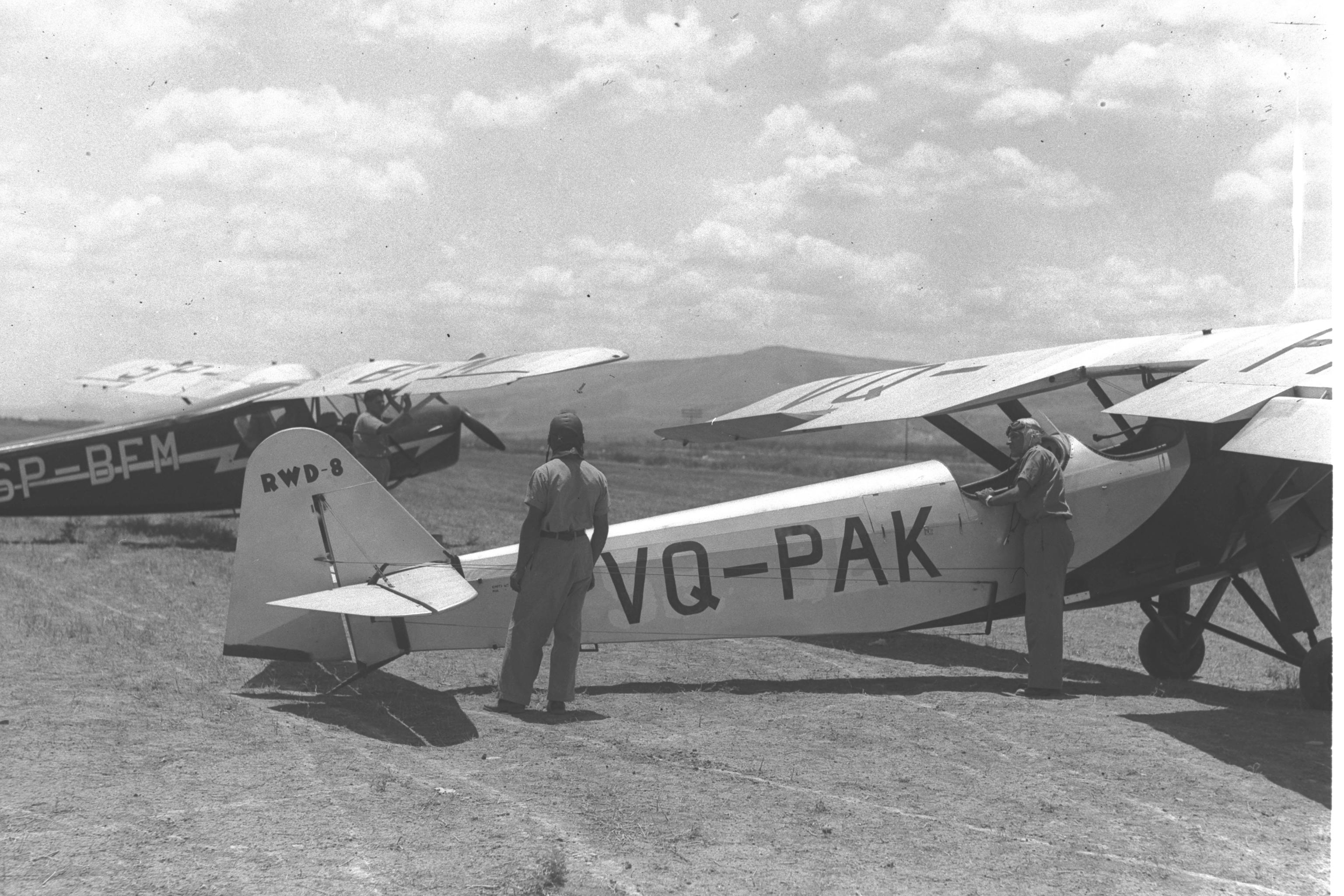
Letadla u Aviron Palestine Aviation Co. (RWD-8/VQ-PAK, RWD-13/SP-BFM později VQ-PAM)

Základní verze RWD-13 byla využívána civilním letectvem jako turistické a sportovní letadlo v aeroklubech, jako cvičný letoun v leteckých školách, jako aerotaxi leteckou společností LOT a jako víceúčelový letoun soukromými firmami a osobami (např. továrna na čokoládu E. Wedel, společnost Polskie Zakłady Philips, kancléřství prezidenta Polské republiky atd.). Sanitní a turisticko-sanitní verzi využívaly Polský Červený kříž a aerokluby, mimo jiné na mezinárodní skautské rally v Nizozemsku, 4. mezinárodní letecké rally v Curychu a mezinárodní rally na Balatonu.
Letoun byl úspěšný i na sportovních soutěžích. V Mezinárodním hvězdicovém letu k IV. zimním olympijským hrám v Garmisch-Parkenkirchenu (únor 1936), kterého se účastnilo 61 letadel, získali 2. a 4. místo polští letci npr. Wlodarkiewicz (uletěl 3619 km a získal 778,9 b.) a kpt. Peterek na letadlech RWD-13 s motory Walter Major 4. Dále se účastnili na mezinárodním hvězdicovém letu při XI. letní olympiádě v Berlíně (3. místo) a mezinárodní skautské rally v Nizozemsku. Během 4. mezinárodního leteckého setkání v Curychu 23.7.-1.8.1937, kterému předcházel hvězdicový let, obsadily letouny RWD-13 v soutěži turistických letadel 1., 4., 6. a 7. místo (mj. Przysiecki, Chramiec, Kowalski). V září 1937 v Siófoku na Balatonu (III. mezinárodní letecká rallye na jezeře Balaton 1937, III. nemzetközi repülő találkozó a Balatonon 1937) posádka Zwolinski a Tyszkowska obsadila ze 42 přihlášených posádek (ze 7 států) 9. místo. Další 2 letouny se účastnily na podzim 1937 II. ročníku Raduno del Littorio v Itálii. V červenci 1938 získal sanitní letoun RWD-13S na Mezinárodní soutěži leteckých ambulancí v lucemburském Eschu druhou cenu, cenu města Esch (samotnou soutěž vyhrálo další polské letadlo LWS-2). Úspěšná byla účast hornoplošníků RWD-13 s motory Walter Major 4 na I. ročníku Letecké soutěže turistických letadel státy Malé dohody (Praha-Zlín-Bukurešť-Bělehrad-Arad-Praha), která se uskutečnila na přelomu srpna a září 1938. Letu se zúčastnilo 40 letadel, z nichž 9 bylo jugoslávských, 8 rumunských a 23 československých a soutěž úspěšně dokončilo 36 posádek. Posádky z Království Jugoslávie Milan Bjelanovič-Vicko Krejla (YU-PFO) a Kazimir Grohovac-Miloš Gagič (YU-PFE) na letounech RWD-13, vyrobených licenčně v Jugoslávii s československými motory, obsadily v kategorii IB 1. a 2. místo. Správní rada továrny Walter a spol. zajistila pro letadla s motory Walter servis téměř na všech kontrolních bodech. Kromě širokého pohostinství, jaké účastníkům a členům delegací poskytla na slavnostní večeři, rozdělila vítězům v jednotlivých kategoriích strojům s motorem Walter prémie a rovněž čestné ceny pro další posádky letounů s motory Walter v každé kategorii (zlaté a stříbrné letecké chronometry).
O letouny RWD-13 projevilo zájem i polské letectvo. První RWD-13 byl předán armádě k testování v roce 1937. Brzy byly získány prostředky na nákup 24 RWD-13. V září 1939 byly civilní letouny RWD-13 rozděleny mezi letky polského letectva. Používaly je: štábní velení ve styčné peruti nejvyššího velení, štábní velení letky leteckého velení, 31. průzkumná peruť, 10. styčná peruť, MDL styčná peruť, 161. lovecká peruť. Některá letadla byla evakuována do sousedních zemí, jiná byla zničena nebo zabavena Němci.
Celkem 28 letadel bylo evakuováno do Rumunska (23 RWD-13 a 5 RWD-13S). Od roku 1941 byly ve výzbroji rumunské Sanitární perutě (Transnistria Squadron) a od roku 1942 ve 108. Sanitární peruti. Zúčastnily se s rumunským letectvem na straně nacistického Německa Velké vlastenecké války. Letadla byla široce používána v bitvách poblíž Stalingradu a na Krymu. Na konci války bylo v Rumunsku 21 operačních RWD-13, které byly přiděleny k 7. transportnímu leteckému pluku. Jedno letadlo bylo evakuováno 13. září 1939 do Švédska, kde bylo zpočátku používáno ve vojenském letectví jako Tp-11 a později do roku 1952 v civilním letectví. Jeden RWD-13 byl evakuován do Lotyšska a jedno letadlo ve verzi RWD-13S bylo evakuováno do Estonska. Když bylo v srpnu 1940 Estonsko pohlceno SSSR, letadlo bylo převzato Sovětským svazem. Jeden RWD-13S (nebo RWD-13ST) byl používán německou Luftwaffe (RF+CX)
Čtyři RWD 13 byly používány jako sanitární a styčná letadla během občanské války ve Španělsku (na straně frankistů) a také v arabsko-izraelské válce v roce 1947.
Po druhé světové válce byly do Polska vráceny 3 RWD-13 a jeden RWD-13S, které vrátilo Rumunsko. Po renovaci byly používány až do roku 1955. Používaly nové názvy LWD-13 a nové poválečné imatrikulace SP-MSZ (vlastněné ministerstvem zahraničních věcí, zkráceně MSZ), SP-ARG, SP-ARH a SP-ARL. RWD-13 bylo jedním z nejúspěšnějších polských sportovních letadel.

## Varianty

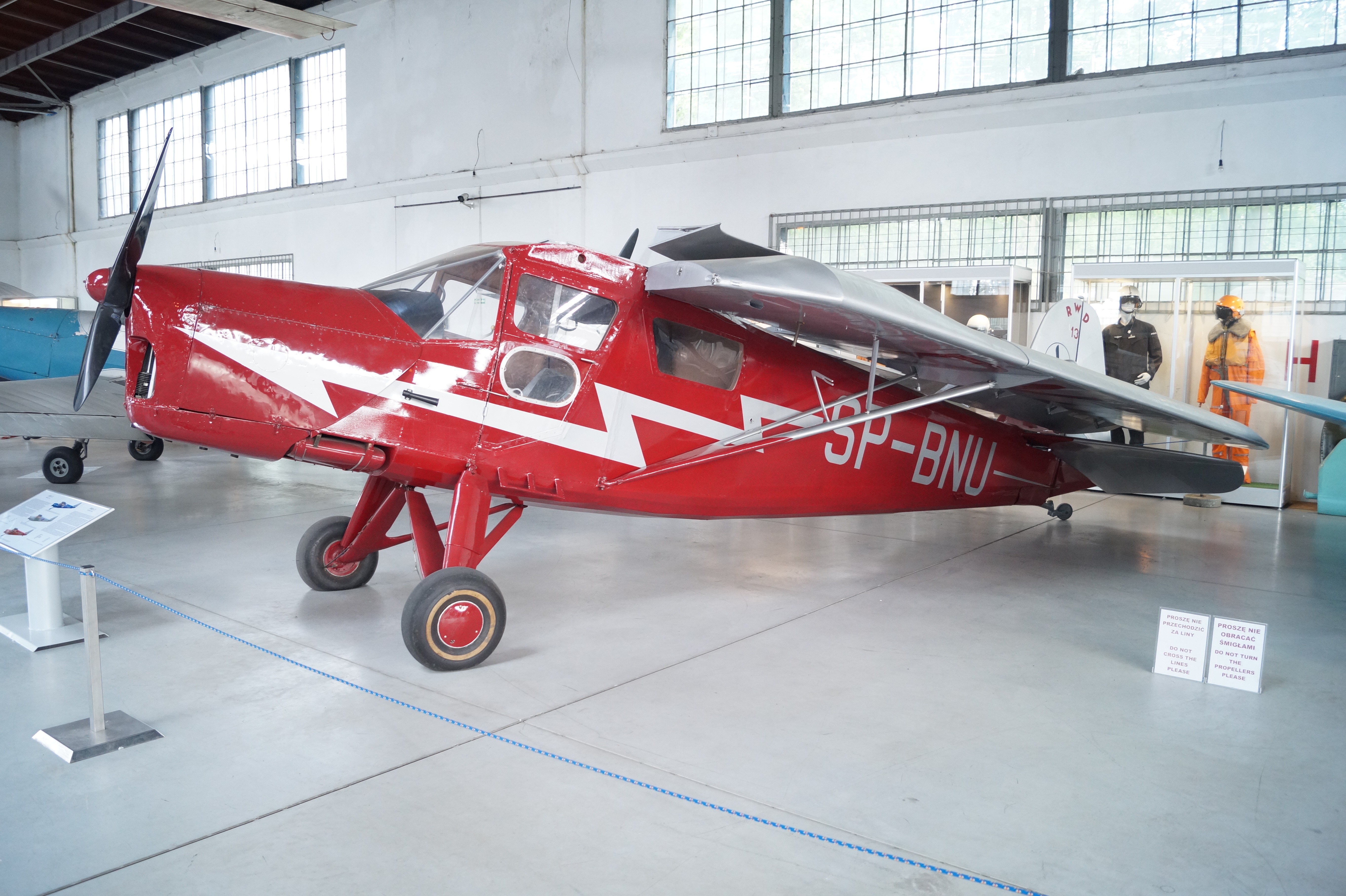
RWD-13 (SP-BNU), Muzeum Lotnictwa Kraków, Polsko

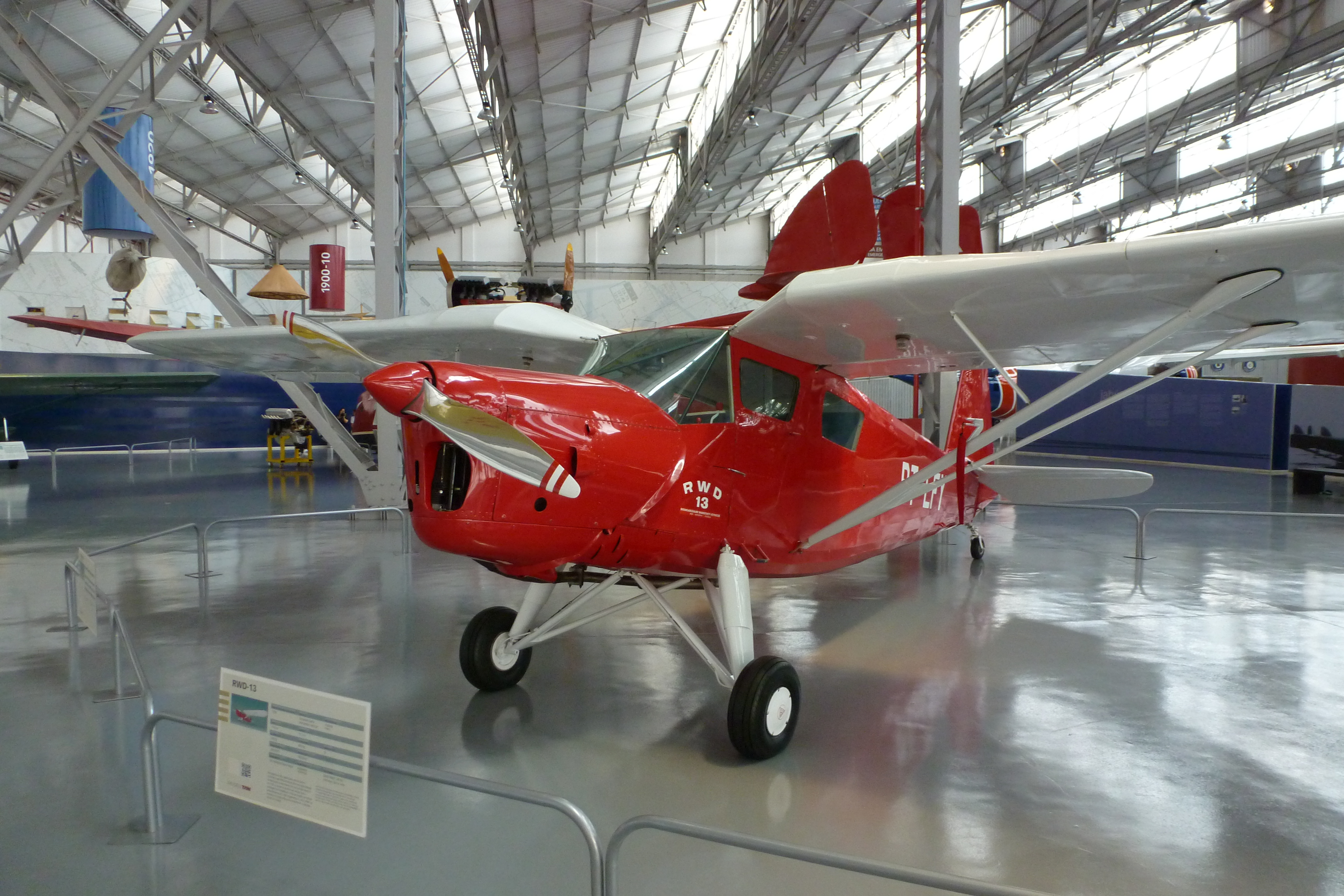
RWD-13, Museu da TAM, Brazílie (PT-LFY, původně PF-TGJ)

- RWD-13 (základní, turistická)
- RWD-13 S (sanitní)
- RWD-13 TS (turisticko-sanitní)

## Dochované exempláře
- v Muzeu polského letectví v Krakově je vystaven letoun RWD-13 s předválečnou registrací SP-BNU (výr. č. 283), který dříve používaly polské aerolinie LOT. Jedná se však o letoun vrácený po válce Rumunskem, který létal s poválečnou imatrukulací SP-ARL. Letoun byl zařazen do sbírek v roce 1963.
- v Brazílii je vystaven RDW-13 v muzeu Museu TAM (São Carlos), s imatrikulací PT-LFY. Ani ta není původní, zprvu v Brazílii létal s PF-TGJ (výr. č. 286). Letoun PT-LFY byl schopen létat i v 90. letech.[19]

## Uživatelé

### Civilní
- Polsko (celkem v leteckém rejstříku imatrikulováno 84 letounů)
  - DWL (výrobce, SP-AOA, SP-BTH)
  - LOT (letecká společnost, SP-BFO, SP-BNU)
  - Ministerstwo Komunikacji (SP-ATH, SP-ATK, SP-BFM SP-BFU, SP-BMW)
  - LOPP (Liga obrany protiletecké a protiplynové, SP-BJU, SP-BMK, SP-BMY)
  - Polský červený kříž, sanitní verze RWD-13 TS (SP-WTN)
  - polské aerokluby, letecké školy, soukromé osoby a firmy[21]
- Brazílie
  - V letech 1937-40 imatrikulováno 9, původně v Polsku registrovaných letounů PP-FAB, PP-TCS, PP-TCV, PP-TDD, PP-TDJ, PP-TEM, PP-TGJ, PP-TGM, PP-TLV.[22]
- Estonsko
  - 2 letouny (jeden evakuovaný z Polska ES-RVD, jeden v Tallinu vyrobený ES-RWD)[23] Po okupaci Estonska bylo letadlo RWD-13S zařazeno do letectva Rudé armády.[5]
- Írán
  - V dubnu 1939 byl polským prezidentem darován íránskému následníku trůnu, šáhovi Muhammadu Rezá Pahlavímu letoun imatrikulace SP-BNY jako svatební dar ke svatbě s egyptskou princeznou Fawitií. Letoun byl dopraven do Teheránu vzduchem.[24] Na cestě jej pilotoval letoun lékař Eugeniusz Przysiecki a kapitán Stefan Kryński. Další osud stroje není znám.[20]
- Jemen
- Království Srbů, Chorvatů a Slovinců
  - V licenci vyrobeno 6 letounů společností Rogožarski (Prva srpska fabrika aeroplana Živojin Rogožarski AD, 1935–6) 2 z nich (YU-PFE, YU-PFO) provozoval Královský jugoslávský aeroklub, později všech 6 vojenské letectvo až do dubnové války 1941.[25]
- Spojené království (Britský mandát Palestina)
  - Společnost Aviron Palestine Aviation Co. provozovala v britském mandátu Palestině od roku 1936 postupně 3 letouny (SP-BFR/VQ-PAF, SP-BFL/VQ-PAL, SP-BFM/VQ-PAM) až do ledna 1947. Dva letouny pak provozovalo letecké křídlo Hagany („Šerut Avir“), de facto Izraelské vojenské letectvo (IAF). Letadla RWD-13 se 17. prosince 1947 stala prvními izraelskými, bojovými letadly. Po zániku britského mandátu (15. května 1948) je Izrael zařadil oficiálně do svých sil. Zprvu pod imatrikulacemi A-33 a A-34 a když byly na konci listopadu 1948 imatrikulace IAF změněny, obdržely dva RWD-13 označení 80301 (A-33) a 80302 (A-34).[26] První dodaný letoun do Palestiny VQ-PAF létal v Jemenu[27]
- Rumunsko
  - v roce 1939 přeregistrováno z Polska 9 letounů (8x RWD-13, 1x RWD-13S) imatrikulace YR-AMF, YR-BMK, YR-BMT, YR-EUG, YR-INT, YR-ISD, YR-PSD, YR-PSI, YR-ROV[28] Dalších 16 letounů převzato rumunské letectvo.
- Španělský stát
  - Ministerio del Aire, 2–4 letouny (EC-CAF, EC-CAG)[29]
- Švédsko
- USA
  - dva RWD-13 byly vystaveny v roce 1939 na veletrhu v New Yorku. Byly zakoupeny a použity v USA jako aerotaxi (NC20651, NC20652).[19] V roce 1942 byly letouny mobilizovány do civilních jednotek Národní gardy. Byly používány až do roku 1948, resp. do roku 1950[20]

### Vojenští uživatelé
V podstatě všechny letouny z civilního letectví byly se začátkem druhé světové války "mobilizovány". Jugoslávské letouny převzal po dubnové válce ustašovský Nezávislý stát Chorvatsko. Estonské letouny po anexi zabavil Sovětský svaz.
- Brazílie
- Estonsko
- Chorvatsko
- Království Srbů, Chorvatů a Slovinců
- Německá říše
- Polsko
- Rumunsko
- Španělský stát
- Švédsko

## Specifikace

RWD-13 (skica)

Údaje pro RWD-13 dle

### Technické údaje
- Posádka: 1 nebo 2
- Kapacita: 2 nebo 1
- Rozpětí křídla: 11,50 m
- Délka: 7,85 m
- Výška: 2,05 m
- Nosná plocha: 16,00 m2
- Plošné zatížení: 55,6 kg/m2
- Hmotnost prázdného letounu: 520 kg
- Vzletová hmotnost: 870 kg
- Pohonná jednotka: čtyřdobý záženový invertní vzduchem chlazený čtyřválcový řadový motor Walter Major 4 (PZInż Major 4) s přímým náhonem vrtule
  - nominální výkon: 88,3 kW (120 k) při 2100 ot/min
  - vzletový výkon: 95,6 kW (130 k) při 2350 ot/min
- Vrtule: dřevěná, dvoulistá vrtule Szomański s pevnými listy

### Výkony
- Maximální rychlost: 210 km/h
- Cestovní rychlost: 180 km/h
- Přistávací rychlost: 70 km/h
- Dolet: 900 km
- Vytrvalost: 5 h
- Dostup: 4 200 m
- Stoupavost: 3,8 m/s, do 1000 m 4 min. 20 vt.